# Cent trenta-u
El nombre 131 (CXXXI) és el nombre natural que segueix el nombre 130 i precedeix el nombre 132. La seva representació binària és 10000011, la representació octal 203 i l'hexadecimal 83.
- És un nombre primer; altres factoritzacions són 1×131.[1]
- Es pot representar com a la suma de tres nombres primers consecutius: 41 + 43 + 47 = 131.[1]